# Abtei Rebais

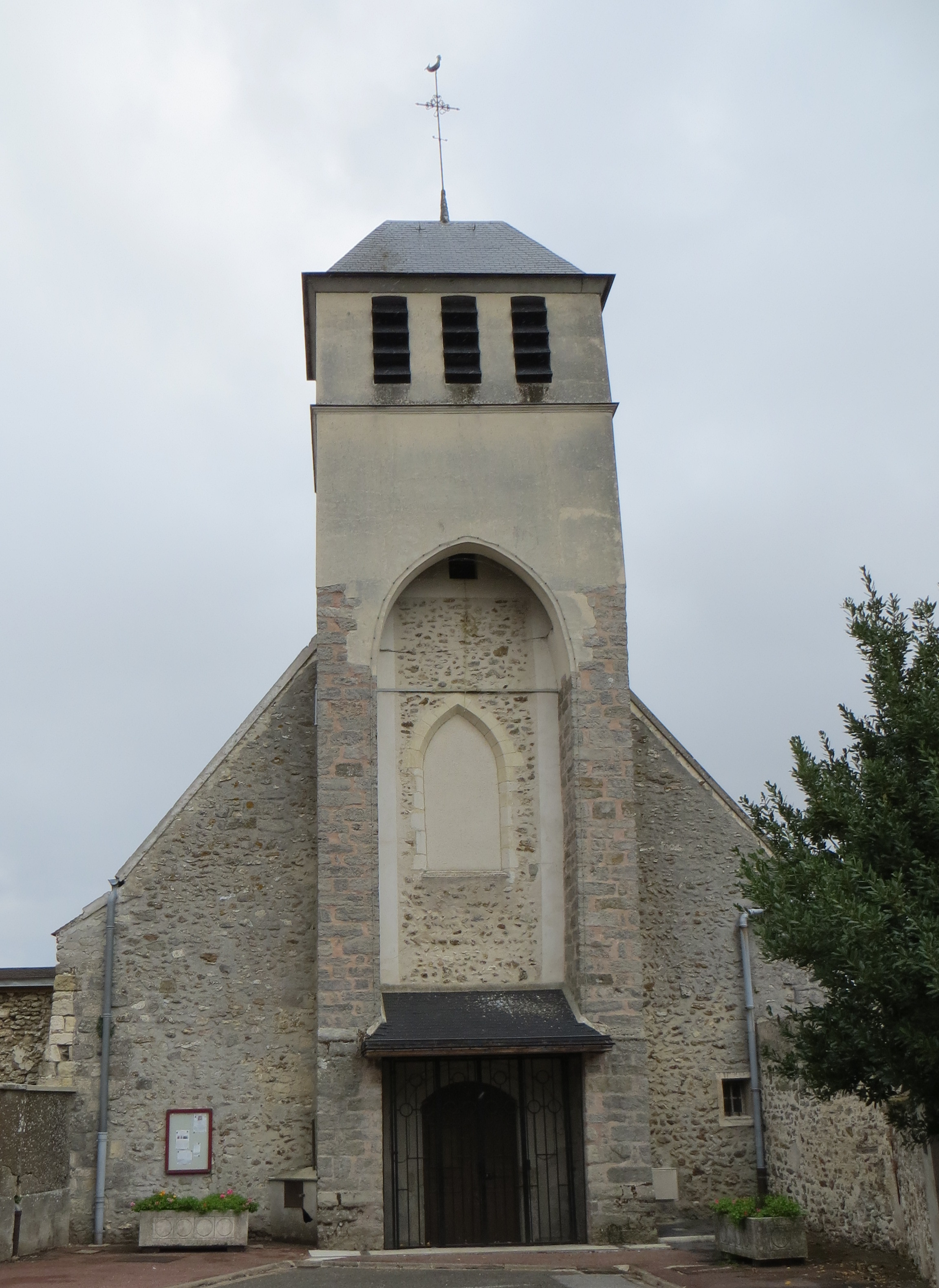
Fassade der Kirche Saint-Jean-Baptiste in Rebais

Die Abtei Saint-Pierre de Rebais ist eine ehemalige Abtei in der Gemeinde Rebais in der Diözese Meaux, die 636 von Ouen, dem späteren Bischof von Rouen, gegründet wurde. Die ersten Äbte der Abtei waren Agilus und später Philibert.

## Geschichte

### Gründung
Im Jahr 636 gründete Ouen von Rouen das Kloster Saint-Pierre de Resbacum auf einem vom Hausmeier Erchinoald gestifteten Grundstück, das zu den Jagdgründen von König Dagobert I. gehörte und in der Nähe eines Flusses namens Resbac lag. Die neue Abtei, die hauptsächlich nach der Regula Benedicti geführt und auch von der Regel des Columban von Luxeuil beeinflusst wurde, wurde Agilus von Rebais anvertraut, einem Sohn von Arnoald (einem Mitglied des Hofes von Childebert II.), der aus der Abtei Saint-Pierre-et-Saint-Paul in Luxeuil stammte.
Die Abtei wurde schnell mit verschiedenen Privilegien ausgestattet, zunächst von König Dagobert I. anlässlich ihrer Gründung, dann 637 auf einer Synode in Clichy von Burgundofaro, dem Bischof von Meaux, bei der auch die Ernennung von Agilus offiziell bestätigt wurde.
Die Gründung der Abtei führte später zur Entstehung der gleichnamigen Stadt.

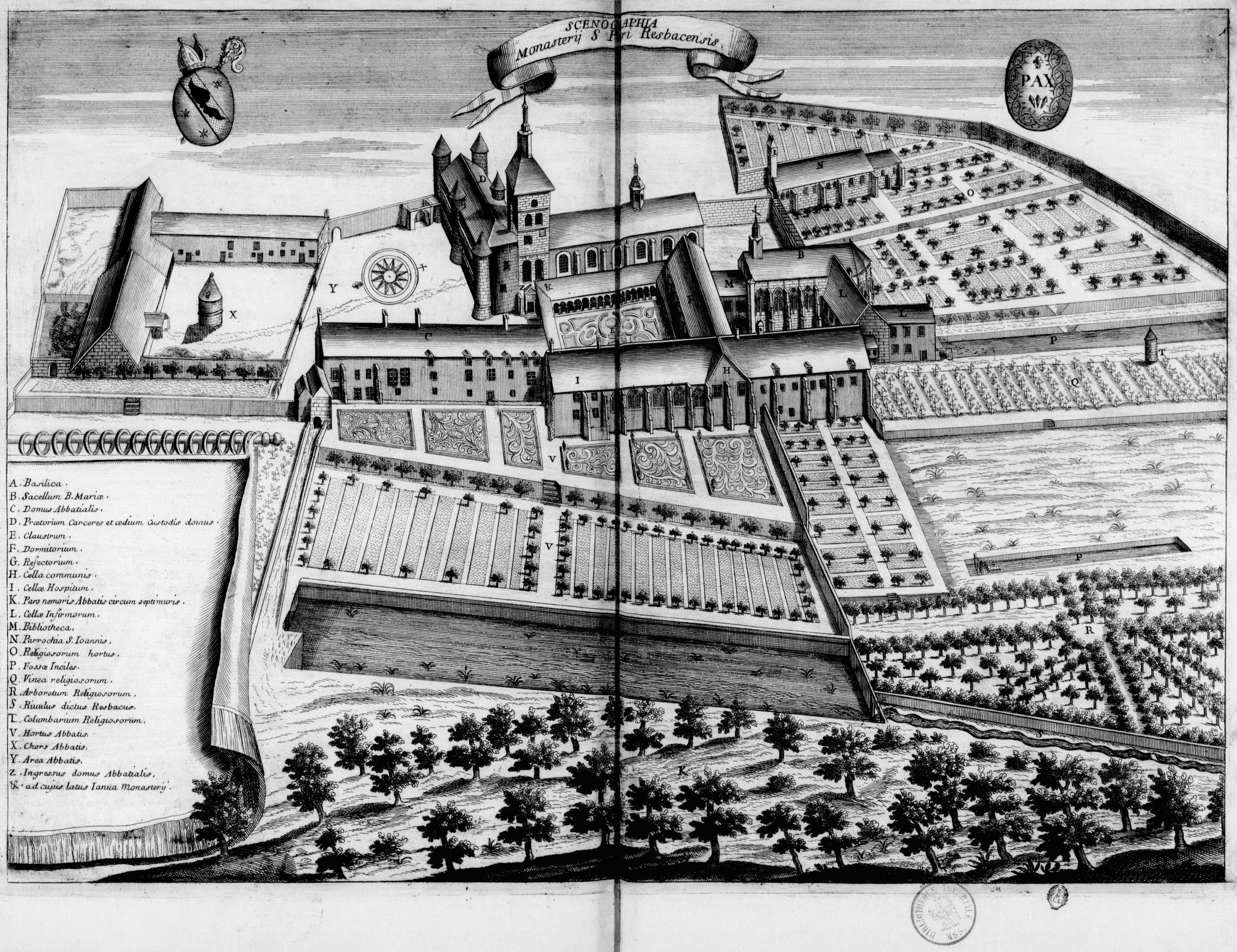
Saint-Pierre de Rebais, Michel Germain, Kupferstich, 17. Jahrhundert, Monasticon Gallicanum

### Glanzzeit
Die Popularität ihres Gründers und ersten Abtes inspirierte mehrere Berufungen, darunter auch die von Philibert, der mit seinem sinnlosen Leben am Königshof unzufrieden war. Er trat in die Abtei von Rebais ein und wurde 650 nach Agilus’ Tod dessen Nachfolger. Vier Jahre später trat er zurück und zog aus, um die Abtei Jumièges und später die Abtei Noirmoutier zu gründen.
Um 680 gründete der Rieul, Erzbischof von Reims, die Abtei Saint-Pierre d’Orbais im Tal des Surmelin und schickte sechs Mönche aus Rebais, um das neue Kloster einzurichten.
In der Mitte des 11. Jahrhunderts nahm die Abtei Walter von Pontoise auf, den König Philipp I. später zum Abt des von ihm gerade gegründeten Saint-Martin de Pontoise beruft. Walter wurde 1153 vom Erzbischof von Rouen, Hugues de Boves, heiliggesprochen.

### Niedergang
Nach der Französischen Revolution wurden die Abtei und ihre Besitztümer als Nationalgut beschlagnahmt und anschließend verkauft. So wurde die Abtei im 18. Jahrhundert zu einem College und später zu einer Militärschule. Ebenso kaufte ein Priester aus Meaux die Ruinen des Priorats Saint-Agile und ließ die Gebäude und die Kapelle wieder aufbauen, um daraus ein Waisenhaus zu machen. In diesen Gebäuden ist nun ein Altersheim des Departements untergebracht.
Heutzutage ist nur noch die Kirche Saint-Jean-Baptiste in Rebais erhalten, die als einzige der drei Kirchen der Abtei überlebt hat und die Reliquien des heiligen Agile aufbewahrt.

## Liste der Äbte
Abt von Rebais waren:

### Reguläre Äbte
- Agilus (1. Mai 636–30. August 650), erster Abt von Rebais;
- Philibert (650–654);
- Aygload;
- Godobert (um 765);
- Ingelbaud oder Arnould, auch Abt von Saint-Faron de Meaux;
- Warin von Corvey (um 831);
- Hilbaud (um 836);
- Wulfad (um 860, † 876);
- Anseric, 907–911, Bischof von Paris seit 886, Erzkanzler

Im Jahr 980 bestätigte Papst Benedikt VII. die Privilegien der Kirche von Paris, insbesondere die Abtretung der Abteien Rebais und Chezy. Zu den Äbten von Rebais müssen also die weiterem Bischöfe von Paris des 10. Jahrhunderts gezählt werden: 
Théodulphe (911–922), Fulrade (922–926), Adelhelme (927–um 935), Gautier (Walter I. Sohn von Raoul Tourte), Constanntius (um 945), Albert von Flandern (950–977), Garin, Rainald I. (979–980), Liziard (984–989, aus der Familie Le Riche), Gislebert/Engelbert (991–992) und Rainald II. (ab 991, † 1017, Burchardinger)
- Ragenard (ab 1000)
- Solion, Anselme, Robert I.
- Philippe I. (1060–1070)
- Robert II., bis 1082, dann Bischof von Meaux
- Philippe II. (1095 bezeugt)
- Galeran (1096–1101 bezeugt, † vor 1105)
- Garnier (1127–1130 (oder 1133?) bezeugt)
- Noël (1130–1150 bezeugt, 1140 Kanzler von Frankreich, zog sich 1145 nach Cluny zurück)
- Brice (1145–1173 bezeugt)
- Pierre I. (1177 bezeugt)
- Lucas (1186 bezeugt)
- Jocelin (1194 bezeugt, dankt 1205 ab)
- G…. (1205 bezeugt)
- Roger oder Renaud
- Jean I., (1209–1211 bezeugt) Bruder von Geoffroy, Abt von Lagny
- Renaud oder Roger (1212 bezeugt)
- Jean II. (1216–1222 bezeugt)
- Jean III. (1223 bezeugt)
- Philippe II. (1228 bezeugt)
- Gautier/Gaucher I. (1226–1238 bezeugt, trat 1239 zurück)
- Laurent I. (11. April 1239 gewählt, † 1244)
- Gautier II. (1246 gewählt, trat 1258 (a. St.) bzw. 1259 (n. St.) zurück)
- Anséric (1259 gewählt, † 1269)
- Odon/Eudes (1279 bezeugt)
- Laurent II. (März 1280 (a. St.) bzw. 1281 (n. St.) bezeugt)
- Simon (1299 bezeugt, † 1300)
- Vakanz (1303)
- Philippe III. (1305 bezeugt, † vor 1307 bzw. 1309)
- Enguerrand (1317–1333 bezeugt)
- Guillaume (1357 bezeugt)
- Jean IV. (1393 bezeugt)
- Hugues de Maignac (1390–1402 als Abt  bezeugt, 1404 Bischof von Limoges, † 1412)
- Jean V. Cousinot (1415 bezeugt, verließ das Kloster)
- Philippe IV. de Gamaches (1421–1443 bezeugt als Abt von Rebais und Saint-Faron de-Meaux, ab 1438 auch von Saint-Denis)
- Jean VI. (1462 bezeugt)
- Jean VII. Courtois (1477 bezeugt)
- Jean VIII. Cléret (1499–1500 bezeugt, † 1516)

### Kommendataräbte
- Adrien de Boissy (1517–1522)
- Louis Robertet (1522–1525), Bruder von Florimond I. Robertet
- Pierre II. Palmier (dessen Nachfolger, † 1555)
- Philibert II. Babou de La Bourdaisière (1555–1563), 1562 Bischof von Auxerre, 1564 Kardinal
- Philippe V. de Lenoncourt (1563–1583), Kardinal (Haus Lenoncourt)
- Philippe VI. de Lenoncourt (1583–1622), dessen Neffe
- Philippe VII. de Lenoncourt (1622–1661), dessen Neffe
- Henri Charles de Foix (1662–1671)
- François Caillebot de La Salle (1672–1736)
- Henri Marie Bernardin de Rosset de Ceilhes de Fleury (1738–1781), 1750 Erzbischof von Tours, 1774 Erzbischof von Cambrai
- Pierre François de Gavre (1781–1789), 1771 Bischof von Valence
- Denis Péguilhan de Larboust (1789–1791)